# Franja de Ponent
La Franja de Ponent, Franja d'Aragó o Franja Oriental d'Aragó (aragonès: Francha de Levant) comprèn els pobles catalanoparlants d'Aragó. És un dels territoris pertanyents als Països Catalans.
Els habitants de la Franja de Ponent s'anomenen frangencs o franjolins, tot i que habitualment es denominen amb un gentilici compost com catalanoaragonesos o catalanoparlants d'Aragó, o bé amb altres de més locals com ara fragatins, ribagorçans, lliterans o matarranyencs.

## Toponímia
La denominació de la Franja és moderna. Lingüistes i historiadors parlaven de «comarques de Ponent», «zona catalana d'Aragó», «l'Aragó català» i fins i tot la «Catalunya irredempta». Durant els anys 70 del segle xx es va començar a utilitzar la denominació de «Franja de Ponent», esdevenint ràpidament majoritària. La Diputació General d'Aragó i la majoria d'aragonesos la defineixen com la «Franja oriental». Sovint és simplement «la Franja».

## Geografia
Limita amb el Cinca a l'oest, amb la Noguera Ribagorçana l'est i amb el massís dels Ports al sud. Fora del fet de pertànyer a l'Aragó, no té cap estructura administrativa comuna. S'allarga per les tres províncies aragoneses (Osca, Saragossa i Terol), concretament a les comarques de Ribagorça, Llitera, Baix Cinca, Baix Aragó-Casp, Baix Aragó i Matarranya. Amb una població de 47.686 habitants (2007), anomenats modernament franjolins, representen un 5% de la població total de l'Aragó (i un 0,33% de la població total dels territoris de parla catalana).
Les comarques amb municipis dins la Franja de Ponent són:

Territoris on es parla català
Territoris on es parla benasquès, dialecte de vegades inclòs en el català
Territoris on es va parlar català segons la GEC (no formen part de la Franja de Ponent)

- la Ribagorça (Osca)
- la Llitera (Osca)
- el Baix Cinca (Osca)
- el Baix Aragó - Casp (Saragossa)
- el Matarranya (Terol)
- el Baix Aragó (Terol)

### Límits
Els límits exactes de la Franja de Ponent aragonesa poden diferir depenent de la font, i sempre a causa d'ésser subjectes a una classificació lingüística i no pas política oficial o bé tradicional. Les causes del dubte quant a l'adscripció lingüística d'alguns punts són, principalment:
- La situació de transició lingüística entre l'aragonès i el català que presenten alguns nuclis de població, sobretot de la Ribagorça.
- La despoblació i la possible repoblació amb immigrants vinguts d'una altra contrada.
- La proporció variable (amb el temps i la immigració) de parlants d'una o altra llengua en un indret determinat.

En general, pel que fa a les comarques del sud es poden definir uns límits força exactes, que coincideixen amb els dels municipis, però a la comarca de la Baixa Ribagorça, i en menor grau també a la Llitera, hi ha alguns problemes per fer-ho perquè aquesta coincidència no ocorre i ens trobem amb municipis que inclouen pobles que s'adscriuen a una o altra llengua. Tenint en compte això, en el cas de la Llitera ens trobem amb problemes d'aquest tipus al municipi de Sanui i Alins.
La comarca de la Ribagorça, al seu torn, se sol dividir en tres franges que van de nord a sud: una d'occidental, presidida per Graus, de parla aragonesa; una de central, estructurada per la vall del riu Isàvena, que inclou els parlars de transició, i una d'oriental a la vall de la Noguera Ribagorçana, de parla clarament catalana. El límit entre l'aragonès i el català travessa els municipis de Bissaürri, Isàvena, Graus i Capella.

### Divisions comarcals
Les comarques de la Franja de Ponent poden estar fixades, sobretot, mitjançant tres postures: l'oficial, la integracionista dels Països Catalans i la nacional dels Països Catalans. Per la seua afiliació al catalanisme, les postures integracionista i nacional, com és d'esperar, generen nombroses veus en desacord, sobretot a l'interior del territori aragonès.

#### 1. La posturaoficialaragonesa
Es fa cas de la divisió administrativa interna i històrica de l'Aragó, que representa l'única existent jurídicament. En aquest sentit, la Franja es reparteix a cavall de sis comarques oficials: la Ribagorça, la Llitera, el Baix Cinca, el Baix Aragó-Casp, el Matarranya i el Baix Aragó.
Aquest criteri ignora, de fet, el concepte de franja aragonesa sense atorgar-los cap personalitat conjunta diferenciada.

#### 2. La posturaintegracionistadels Països Catalans
Divideix directament el territori designat com a Franja de Ponent en quatre comarques naturals (però tenint en compte des d'un primer moment, per tant, els límits autonòmics actuals). Aquest criteri és el que té més tradició des de l'òptica catalana i les comarques que genera inclouen només els pobles catalanòfons d'aquelles comarques oficials amb qui comparteixen el nom. Són la Baixa Ribagorça (per diferenciar-la de la comarca de l'Alta Ribagorça de la comunitat autònoma de Catalunya), la Llitera, el Baix Cinca i el Matarranya (que comprèn, a més, els nuclis de parla catalana de les comarques del Baix Aragó-Casp i del Baix Aragó).
Aquesta postura és l'única que respecta la integritat territorial de la Franja de Ponent, com una part més dels Països Catalans.

#### 3. La posturanacionaldels Països Catalans
Es basa a comarcalitzar el territori nacional dels Països Catalans sense tenir en compte les divisions administratives oficials en l'actualitat. Les diferències d'aquest criteri respecte a l'anterior són principalment la reestructuració del Matarranya (que perd la seua part de la comarca del Baix Aragó-Casp per incorporar-la a les comarques de la Terra Alta i la Ribera d'Ebre) i una diferenciació entre Alta Ribagorça i Baixa Ribagorça més correcta des del punt de vista geogràfic, i que incorpora l'actual comarca de l'Alta Ribagorça, pertanyent en l'actualitat a Catalunya.
Aquesta proposta condueix, de fet, a liquidar el concepte territorial de Franja, integrant la totalitat d'aquestes terres al Principat.

#### La comarca del Baix Aragó-Casp
L'any 2003 els municipis de la comarca natural del Matarranya es van repartir en tres comarques oficials distintes. Els uns, a la comarca que va conservar el nom de Matarranya, mentre que els altres, a les comarques del Baix Aragó (amb capital Alcanyís) i del Baix Aragó-Casp (amb capital Casp).
Tot i la polèmica creada, la nova demarcació comarcal va ser demanada i aprovada unànimement per tots els municipis afectats, és a dir, no va ser imposada des de Saragossa, com s'ha arribat a dir.
| «                                                                                             | Todos los municipios […] han ejercido la iniciativa de creación de la Comarca de Bajo Aragón-Caspe/Baix Aragó-Casp mediante acuerdo del pleno de sus Ayuntamientos adoptado con el quórum legalmente previsto. […] Se crea la Comarca de Bajo Aragón-Caspe/Baix Aragó-Casp integrada por los municipios de Caspe, Chiprana, Fabara/Favara, Fayón/Faió, Maella y Nonaspe/Nonasp. | » |
| — Ley 12/2003, de 24 de marzo, de Creación de la Comarca de Bajo Aragón-Caspe/Baix Aragó-Casp | |   |

Hi ha hagut força queixes des de Catalunya sobre la nova demarcació comarcal, adduint principalment dues raons:
- que no es respectaven els límits històrics de la comarca natural del Matarranya
- que s'acceleraria la pèrdua de l'idioma català en aquells municipis agregats a comarques de majoria i capitalitat castellanoparlant

És per tots aquests motius que les comarques del Baix Aragó i del Baix Aragó-Casp no figuren, en moltes descripcions, a la llista de comarques de la Franja de Ponent. També per la mateixa raó, hom es pot trobar amb enciclopèdies (com la Gran Enciclopèdia Catalana) que situïn, per exemple, el municipi de Faió dins de l'Aragó però a la comarca (natural) del Matarranya.

## Història

### Segregació de la Franja del bisbat de Lleida
Tradicionalment el Bisbat de Lleida incloïa les comarques aragoneses de la Franja de Ponent a excepció de la zona de Beseit i Vall-de-roures al Matarranya. La segregació es va iniciar durant la dictadura Franquista i culminà durant la transició democràtica. La persistència de les autoritats i les gents aragoneses va aconseguir afegir aquest territori aragonès a un nou bisbat situat a dins de la seva comunitat autònoma.
La segregació es va fer en tres fases, els anys 1955, 1995 i 1998. Arran d'aquesta segregació sorgí un litigi sobre les obres d'art dipositades al Museu Diocesà de Lleida procedents de la Franja.

## Llengua
La Franja és el territori on el coneixement oral del català és el més universalitzat. El saben parlar el 80,2% dels adults, que representen 33 743 parlants de català a la Franja (dades de l'última enquesta de 2014). L'any 2004 eren 42 000 persones, el 88,8% de la població adulta. La davallada és sobretot per causes demogràfiques, més que no pas causes sociolingüístiques. A tot l'Aragó hi ha 55 513 parlants de català, segons dades censals.
A la Franja el català no és una llengua oficial i té una presència quasi nul·la a l'administració i als actes públics en general, limitada gairebé només a l'ensenyament (en què es pot estudiar com a assignatura optativa). La llei de llengües d'Aragó té, entre altres finalitats, regularitzar aquest aspecte. Aquesta llei va ser aprovada al final de 2009, i ha provocat diferents polèmiques i canvis legals posteriors.
- Dictamen de la Comisión especial de estudio sobre la política lingüística en Aragón. (castellà)
- Avantprojecte de la Llei de Llengües d'Aragó Arxivat 2007-04-23 a Wayback Machine. (castellà)
- Municipis de predomini lingüístic català segons l'avantprojecte de la Llei de llengües (català)
- Proposta d'adscripció lingüística dels municipis de la Franja Arxivat 2007-09-29 a Wayback Machine. i propostes de grafia Arxivat 2007-09-27 a Wayback Machine. (català)

- Varietats lingüístiques de l'Aragó
- Predominis lingüístics de l'Aragó segons la Llei

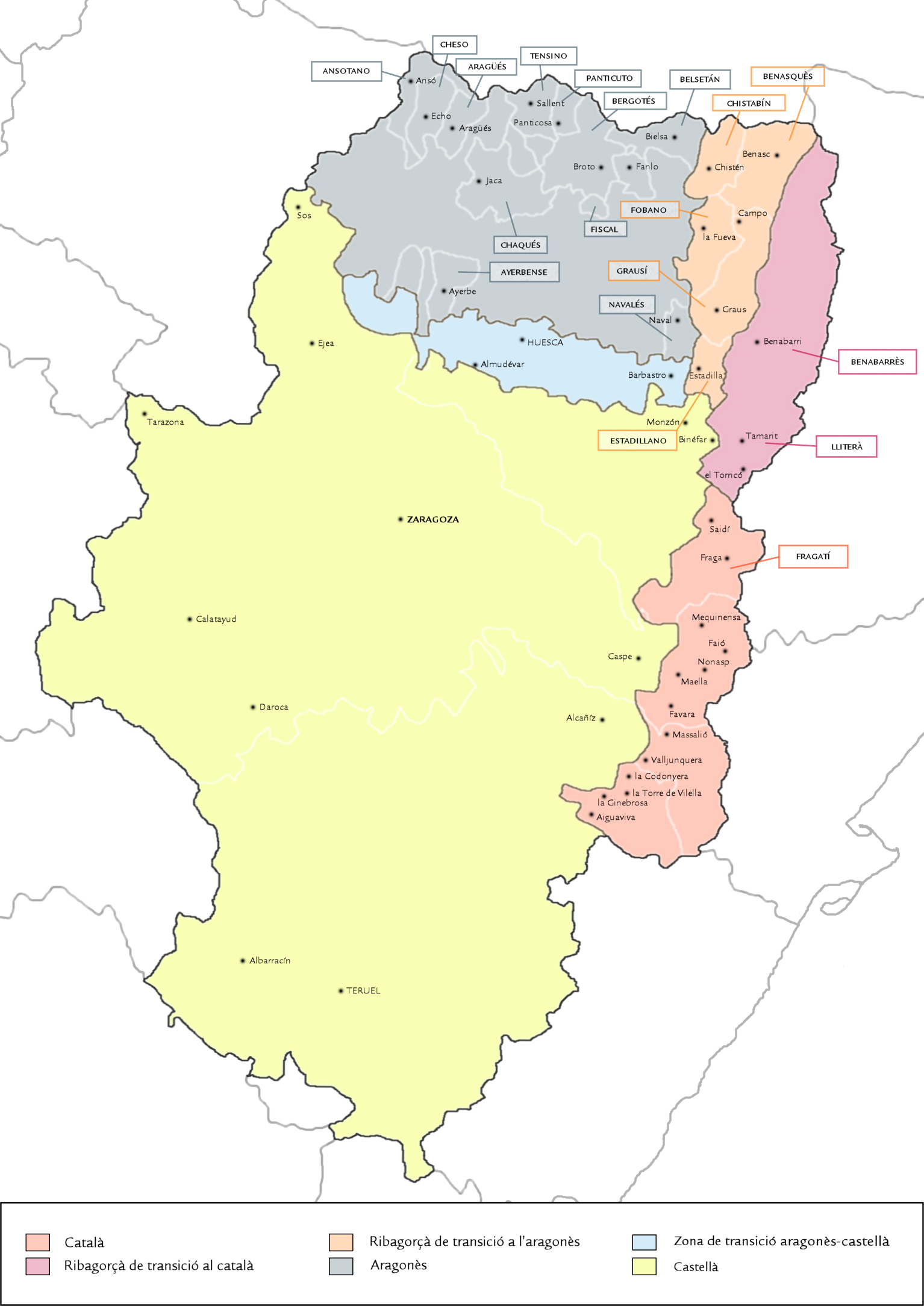

El novembre de 2016 alguns ajuntaments d'aquesta zona aprovaren als plens declarar el català llengua d'ús preeminent als seus municipis. Aquesta declaració anava dirigida a fer que la Direcció General de Política Lingüística del Govern d'Aragó elaborara un mapa lingüístic.

## Associacions culturals
- Iniciativa Cultural de la Franja
- Associació Cultural del Matarranya
- Associació de Consells Locals de la Franja
- Federació d'Associacions Culturals de l'Aragó Oriental
- Centre d'Estudis Ribagorçans
- Institut d'Estudis del Baix Cinca
- Casal Jaume I de Fraga

## Imatges

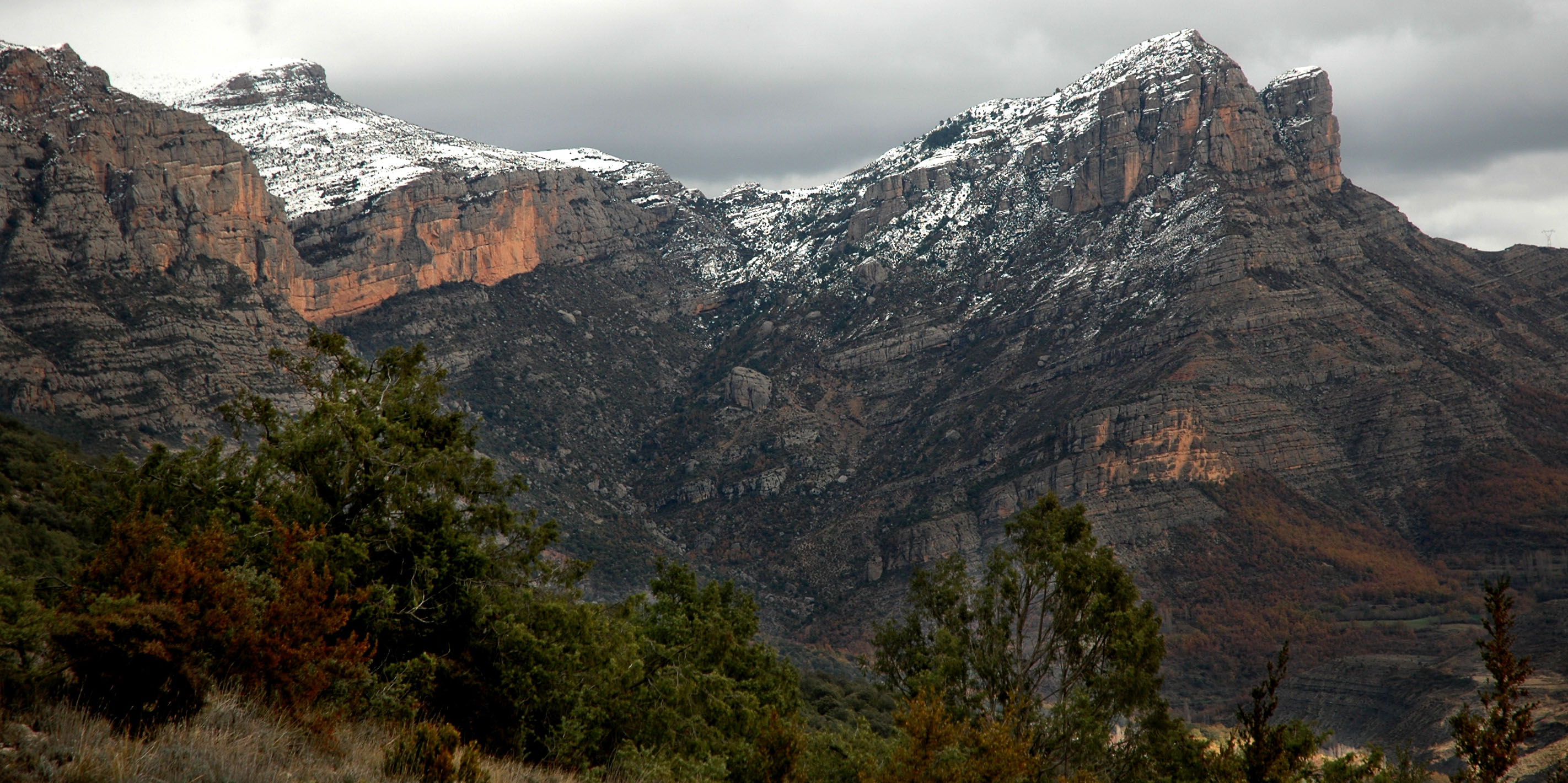
Serra de Sis, Ribagorça aragonesa-Prepirineus. En la imatge podem veure: el Tossal dels Moros, el Brocoló, Carraduno i la Roca Cirera. Municipi: Isàvena.
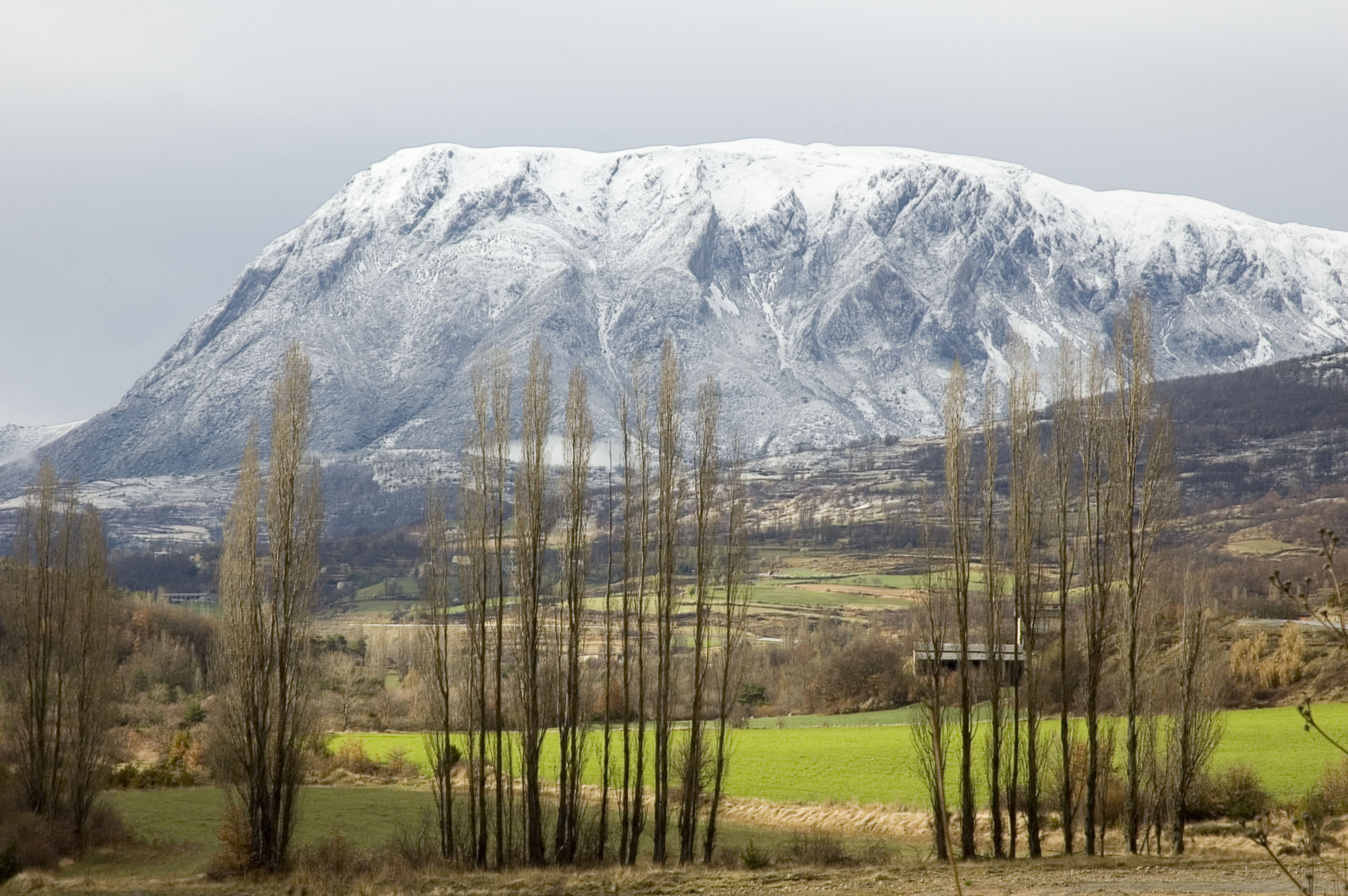
El Turbó
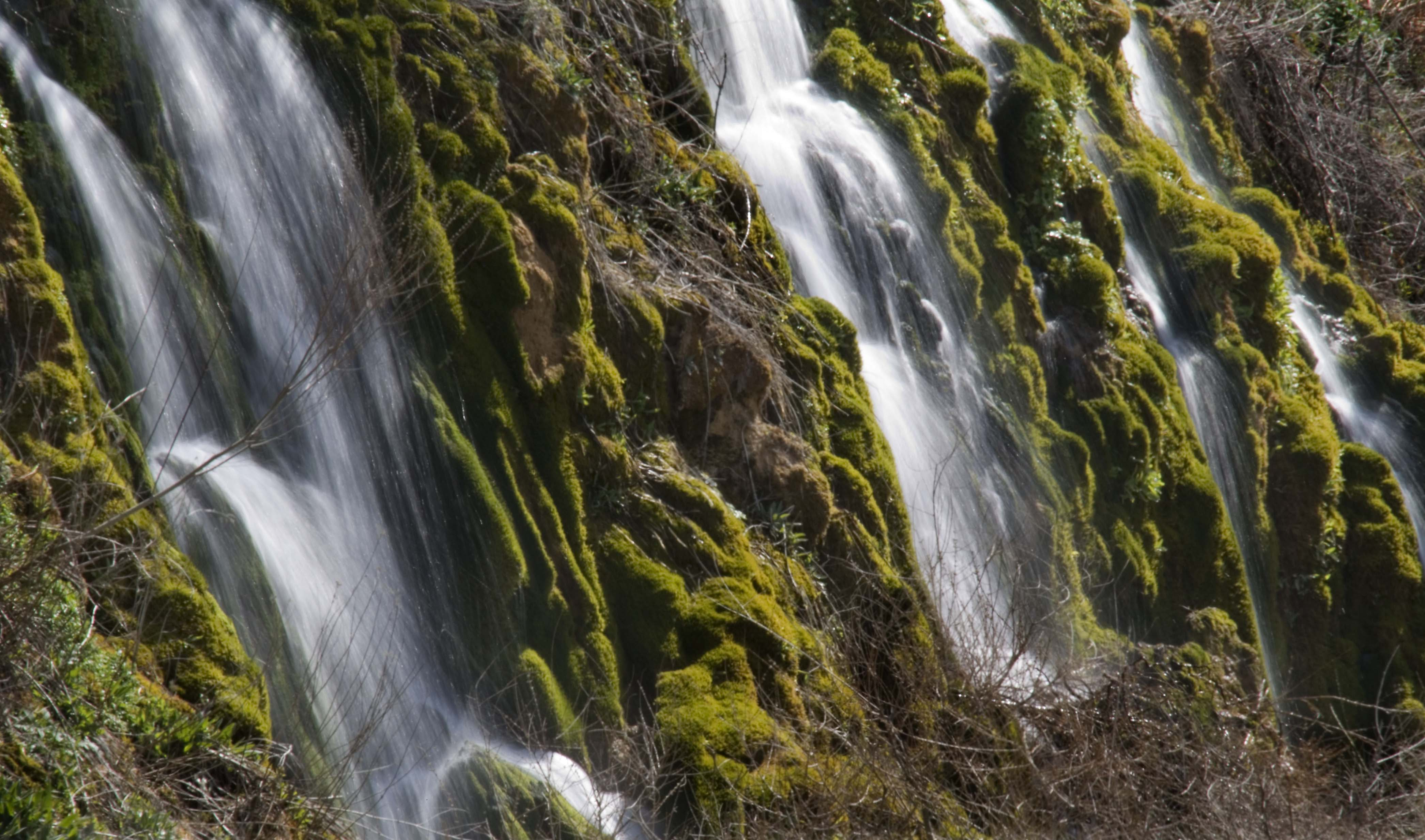
Font de Sant Cristòfol.
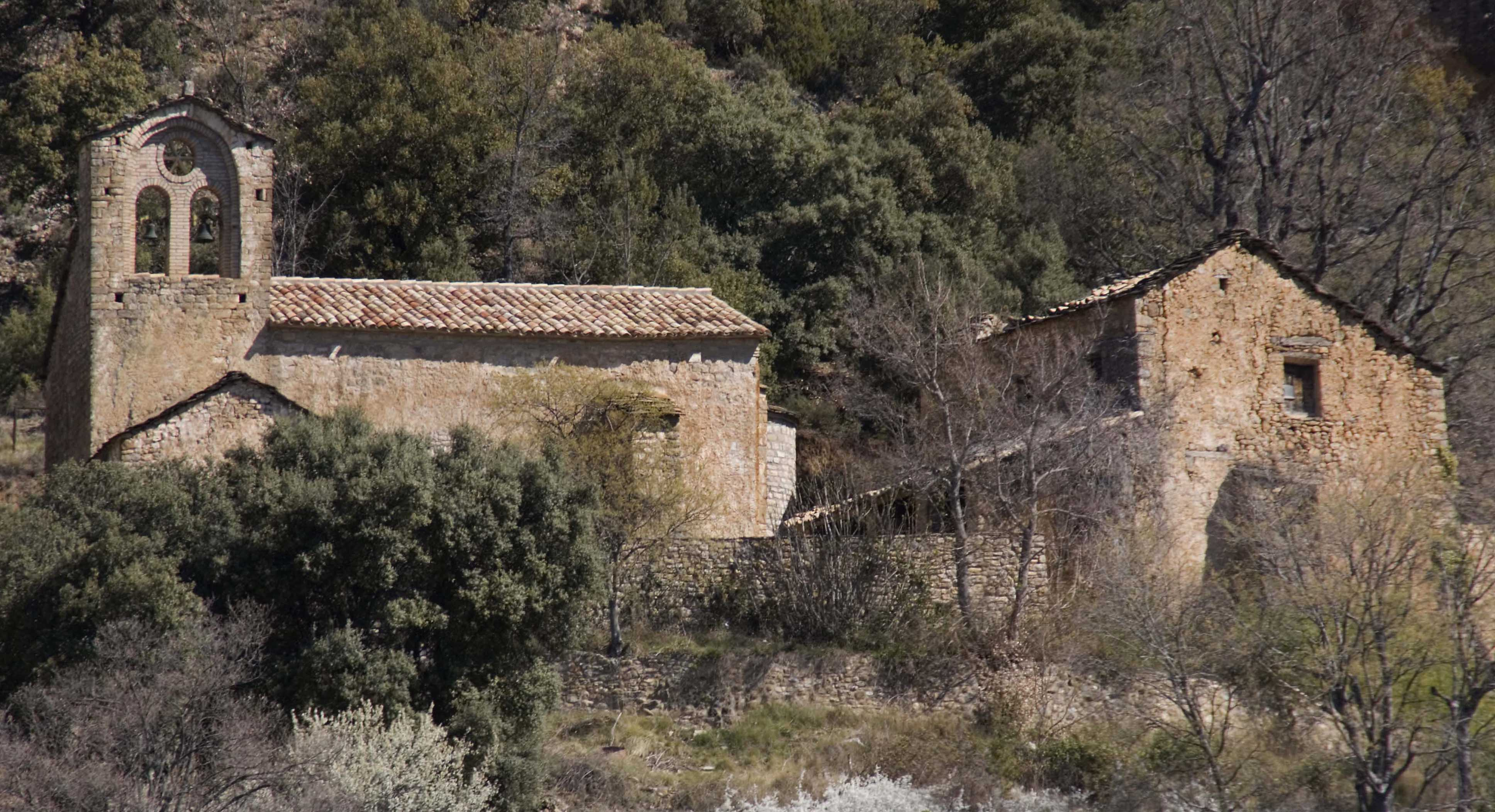
Ermita de la Feixa, (La Vileta de Serradui, Isàvena).
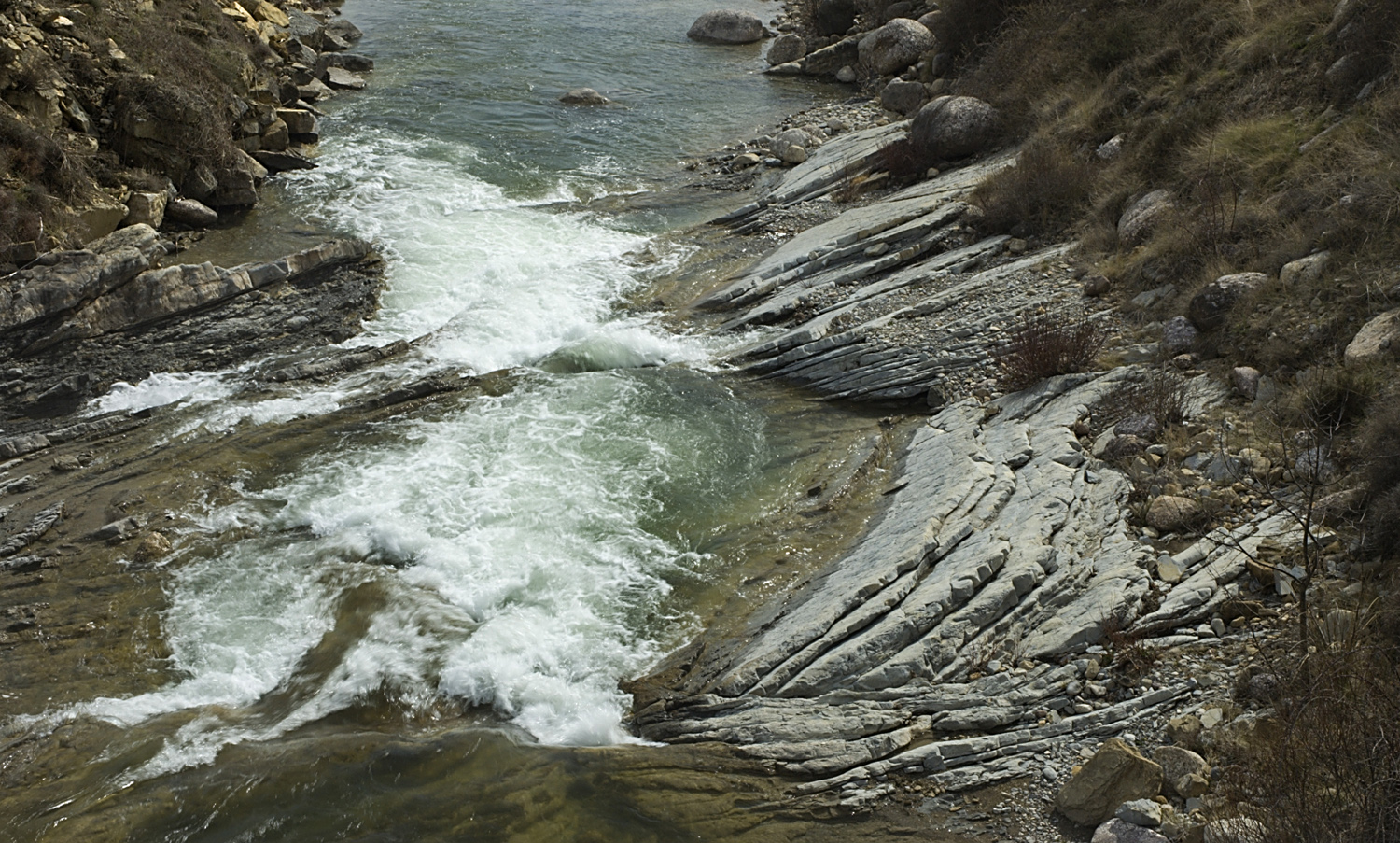
Mulla de Pardinella, riu Isàvena.
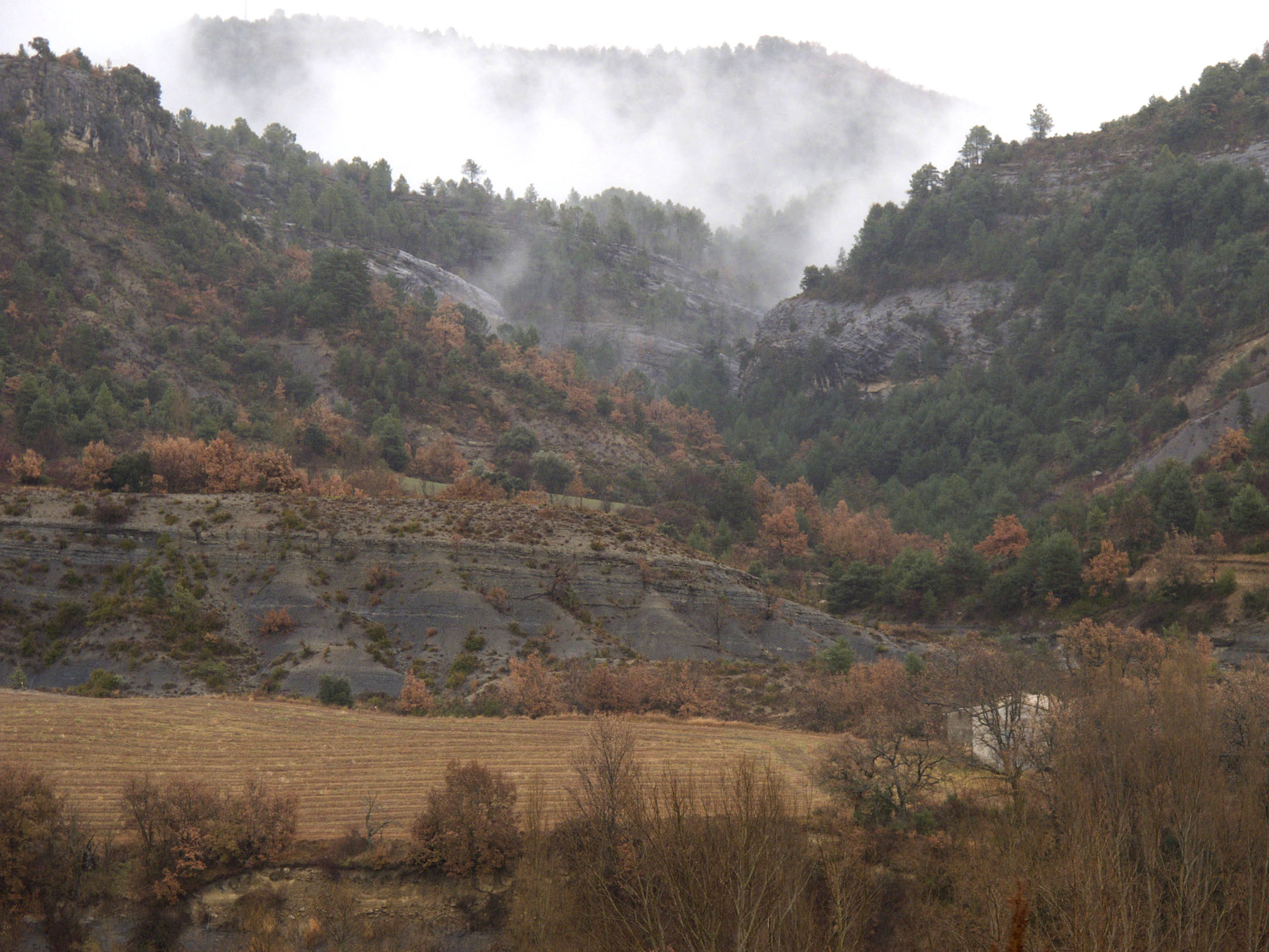
Vessant per on transcorre la Variant GR 18.1 pel curs mitjà del riu Isàvena.
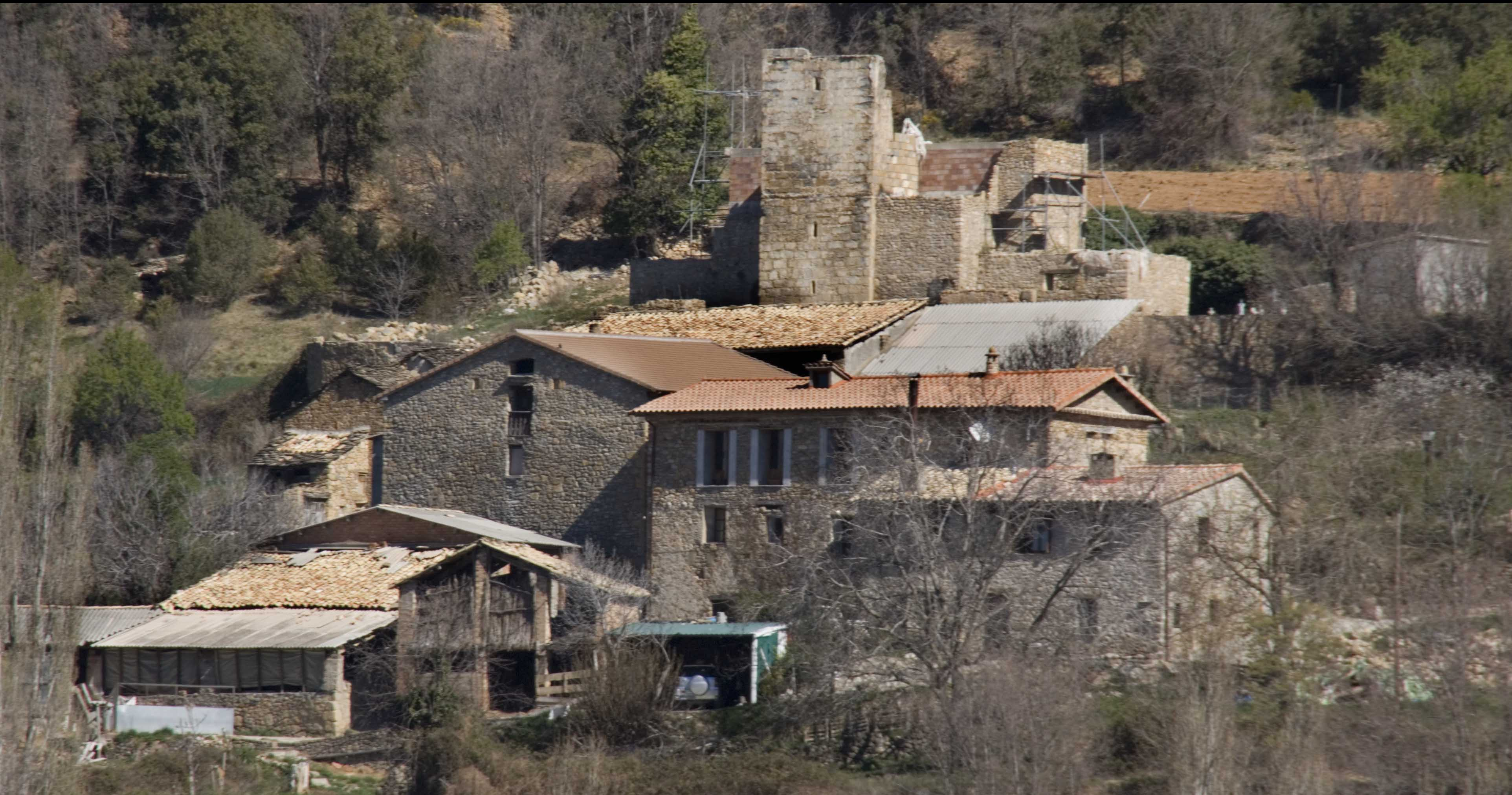
El Barri, de l'antic terme de Serradui. Actualment municipi d'Isàvena.
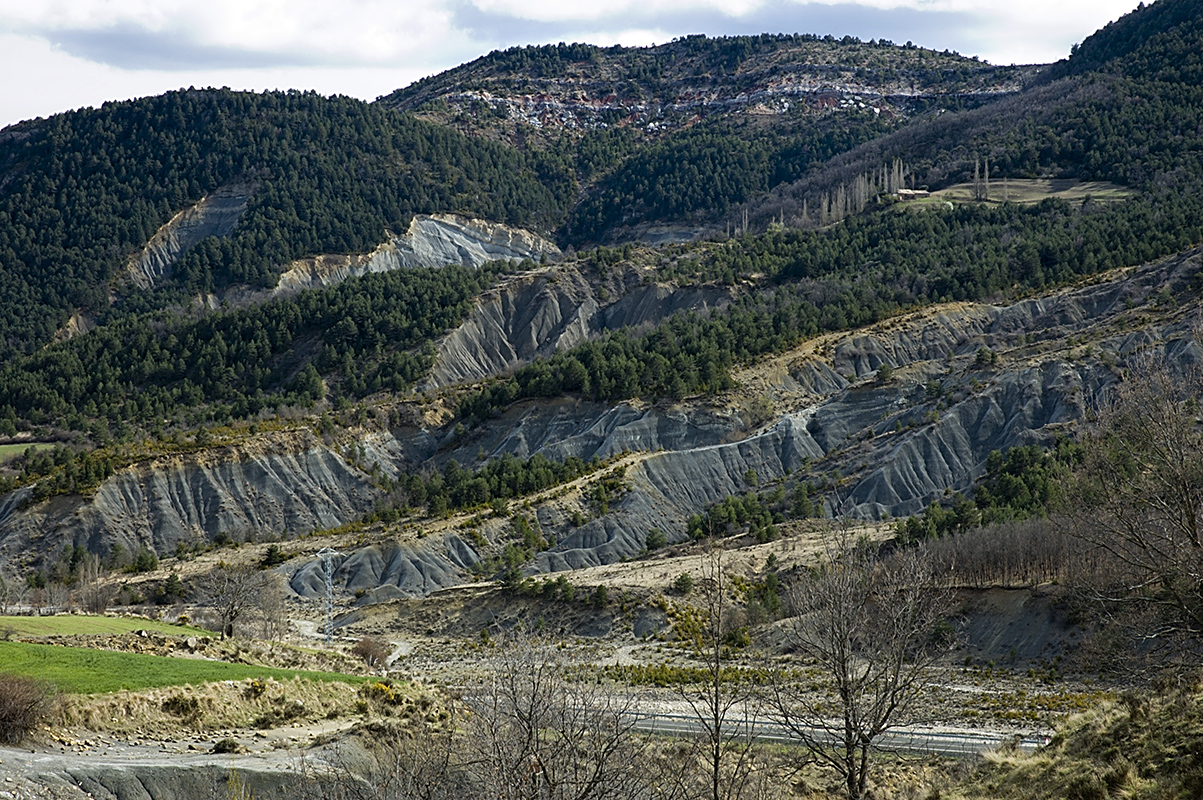
Margues de la Serra del Jordal.
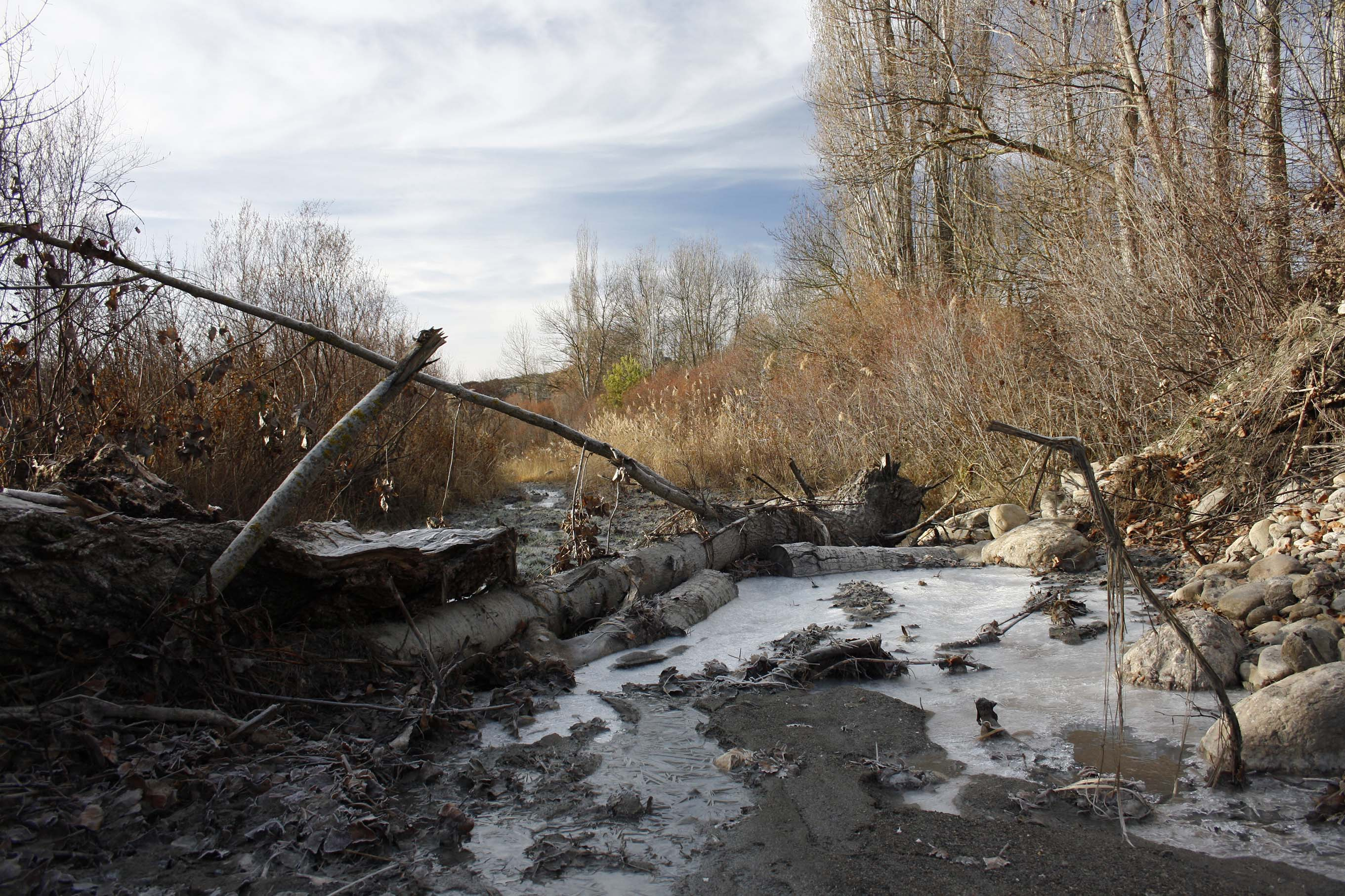
Vall de l'Isàvena.
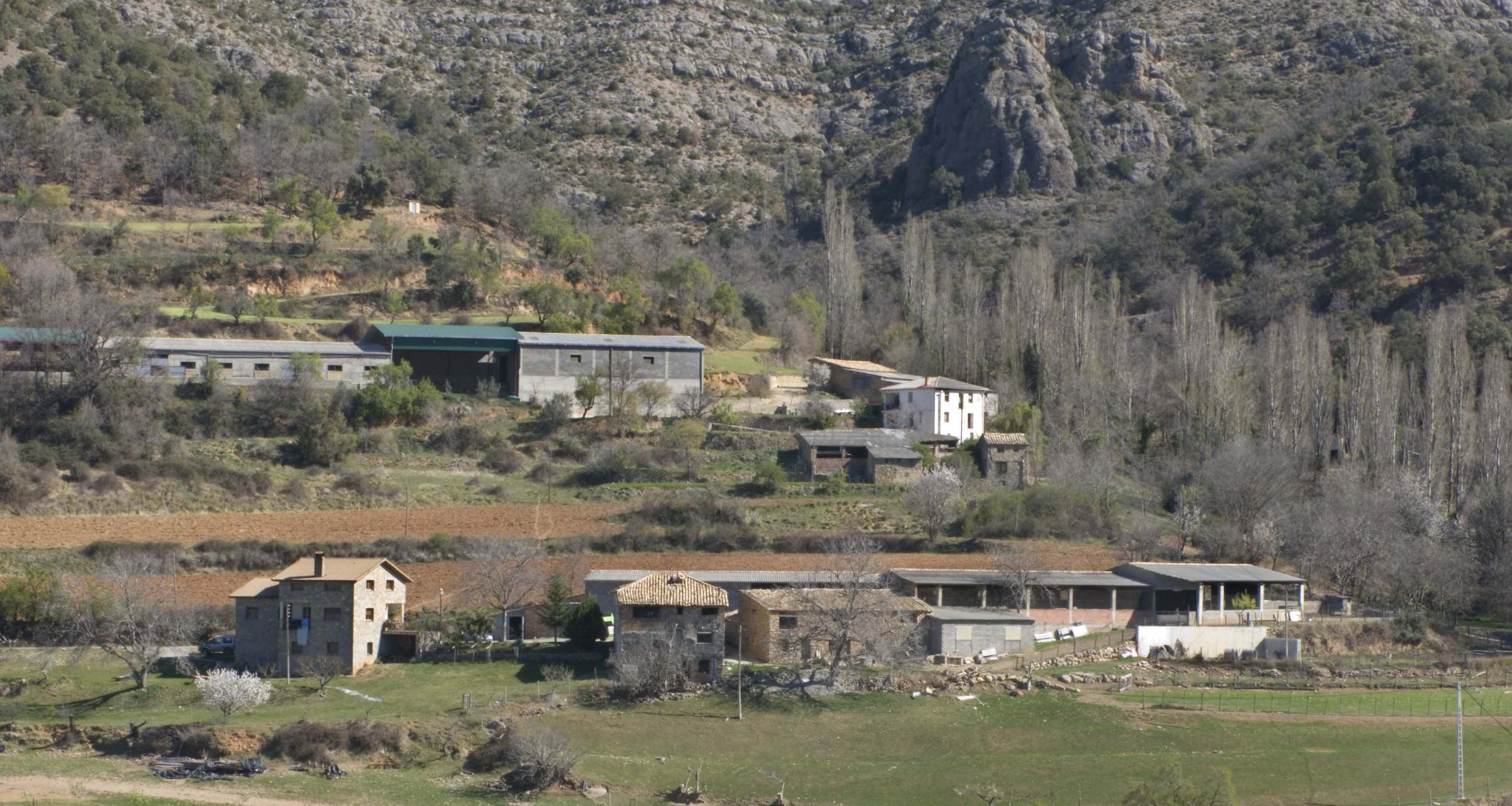
La Vileta de Serradui, sota la Serra de Sis.
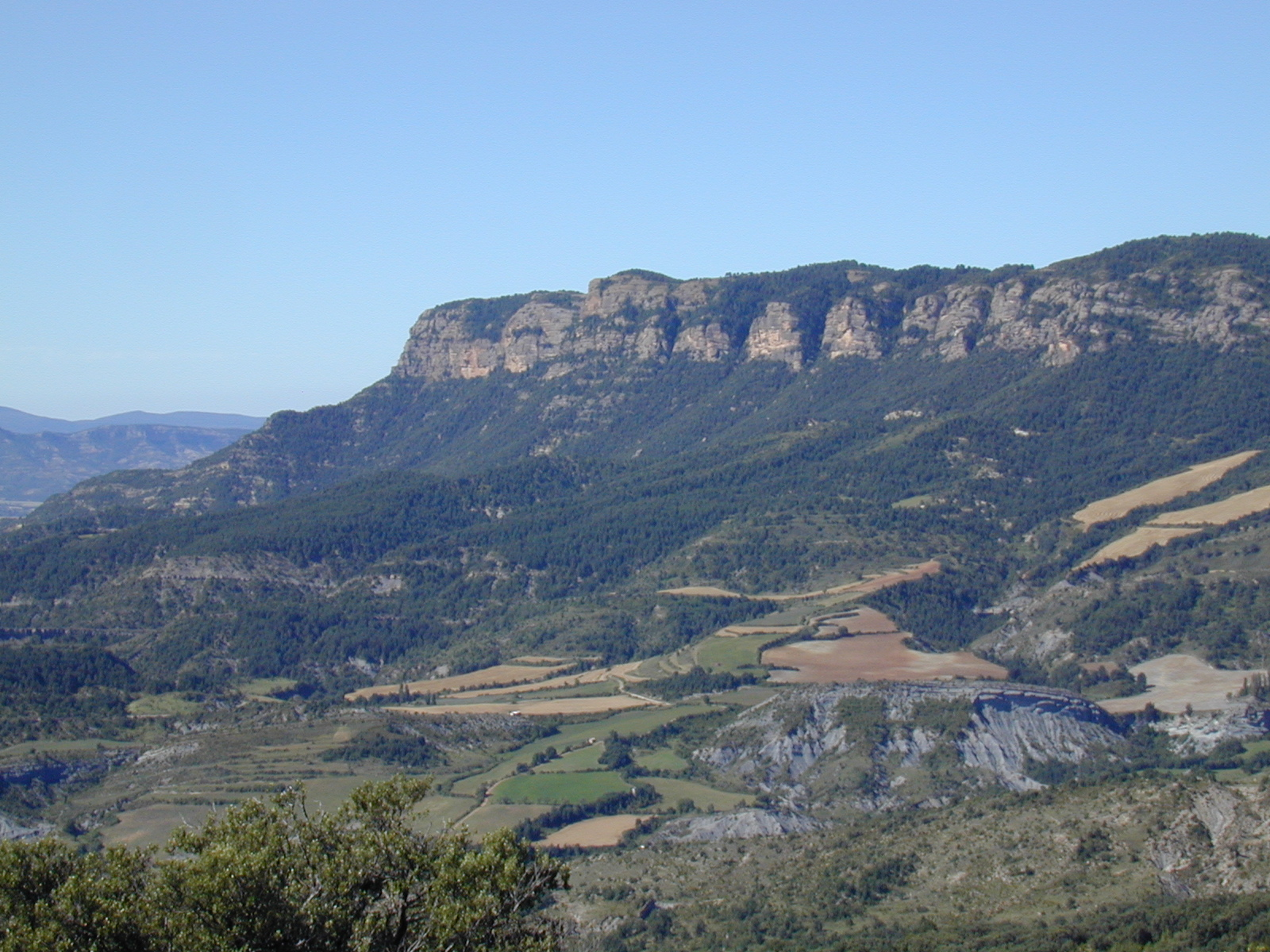
Morrón de Güel, Serra d'Esdolomada.
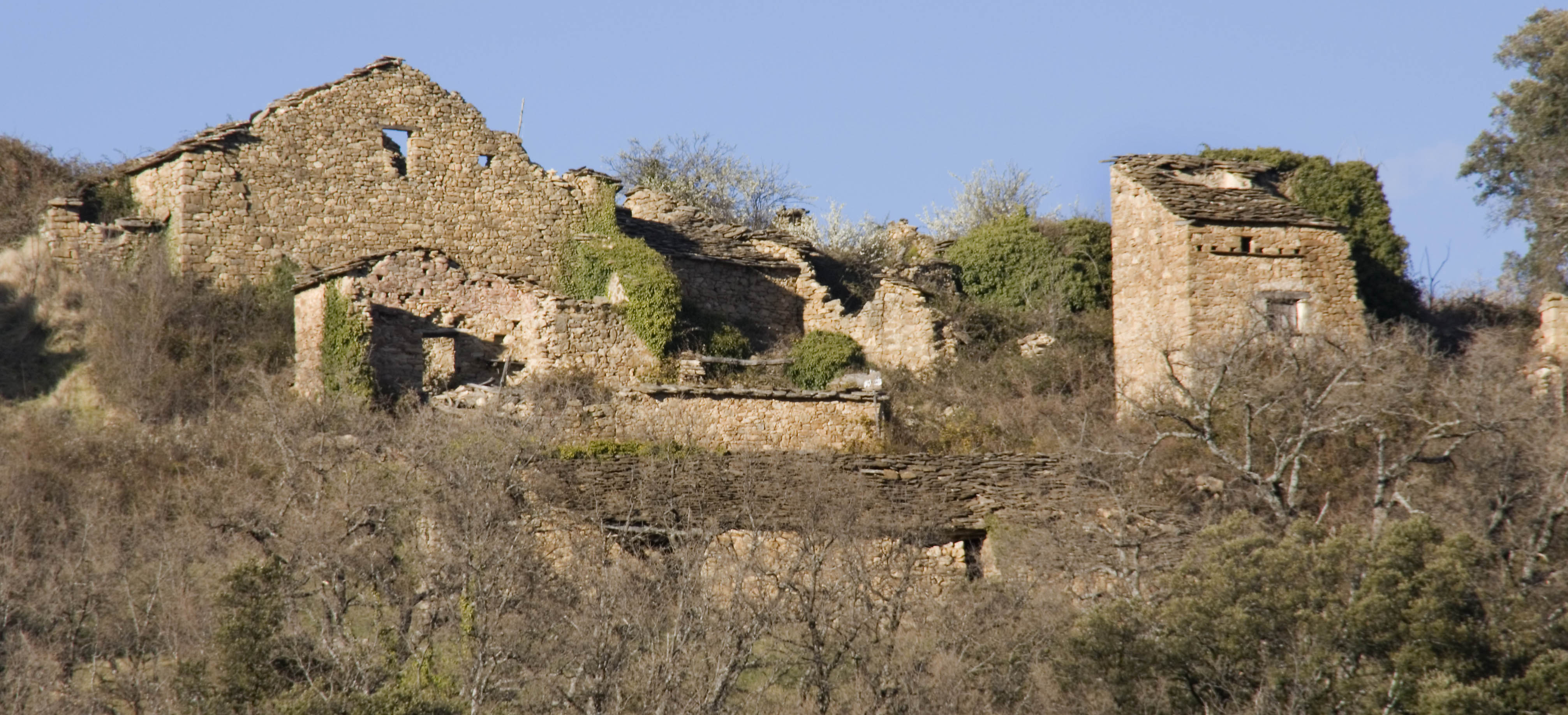
Rin de la Carrasca.